# Dirk Harscher
Dirk Harscher (* 16. Mai 1970 in Schopfheim) ist ein deutscher parteiloser Kommunalpolitiker. Er ist seit 2019 Bürgermeister von Schopfheim.

## Leben
Nach dem Abschluss der Mittleren Reife absolvierte Harscher eine Ausbildung zum Bankkaufmann. Er absolvierte den Wehrdienst in Sigmaringen. Bis zu seinem Amtsantritt als Bürgermeister war er Teamleiter der Privatkundenberatung der Geschäftsstelle Schopfheim der VR-Bank Schopfheim-Maulburg.
Bei der Bürgermeisterwahl am 21. Oktober 2018 wurde er mit 64,4 Prozent der Stimmen zum Bürgermeister von Schopfheim gewählt. Er trat das Amt am 2. Januar 2019 an. Bei den Kommunalwahlen im Mai 2019 und Juni 2024 wurde Harscher für die Freien Wähler in den Kreistag des Landkreises Lörrach gewählt.
Harscher ist evangelisch, verheiratet und hat zwei Kinder. Er lebt im Schopfheimer Stadtteil Langenau.